# Aeroporto di Cordova
L'aeroporto di Cordova è un aeroporto a 6 km dalla città spagnola di Cordova.
Aperto al traffico nazionale e internazionale (per i paesi che firmarono gli accordi di Schengen), l'aeroporto viene utilizzato anche da aziende di trattamenti agricoli, per il trasferimento di organi da e verso il centro trapianti dell'ospedale Reina Sofia, per voli militari e charter, per fotografia aerea, corsi di pilotaggio e scuole di paracadutismo. I voli più numerosi, sono comunque di aviazione generale e nell'estate del 2008 gestì 22.268 passeggeri, dato che lo converte in uno degli aeroporti di Spagna con minor traffico di passeggeri.
Nel 2008 la Flysur Aerolineas andalusa ebbe come destinazioni Vigo, Barcellona e Bilbao che furono le uniche linee regolari dell'aeroporto. Attualmente non opera nessuna compagnia aerea.

## Struttura
L'aeroporto possiede un'unica pista di 2.410 metri per 45 metri e una piattaforma di 31.022 metri quadrati. Il terminal dei passeggeri si trova nel pianterreno dell'edificio principale e include zona di arrivi e partenze, caffetteria, bagni e gli uffici di amministrazione. Dispone anche di un edificio di servizio e una superficie di aviazione generale con capannoni, magazzini e uffici.

## Progetto di ampliamento
Il 31 luglio 2007, il sindaco di Cordova, Rosa Aguilar, il vicesindaco Rafael Blanco e il vicesindaco di pianificazione si riunirono con l'impresa AENA (Aeropuertos Españoles y Navegacion Aerea) per proporre un ampliamento dell'aeroporto. L'accordo prevedeva una nuova piattaforma con torre di controllo per arrivare a una grandezza di 2.050 metri per 30 metri.
Nel luglio 2009, la torre di controllo provvisoria era già terminata e la demolizione delle case per l'acquisizione di terreni per l'espansione dell'aeroporto aveva superato il 50%.
Nell'agosto del 2010 si chiuse la pista di volo per procedere all'espansione consentendo solo voli di elicotteri.
In seguito al completamento del lavoro di espansione, le dimensioni finali furono 2.410 metri per 45 metri.
Nel dicembre 2014 la Corte dei Conti dell'Unione Europea ha riconosciuto che sono stati sprecati soldi nell'espansione di diversi aeroporti in Spagna, e tra questi ha citato l'esempio dell'aeroporto di Cordoba. Il progetto di espansione prevedeva di gestire un totale di 179.000 passeggeri all'anno, ma in tutto il 2014 solo 7.000 persone utilizzarono l'aeroporto.